# Comuna Cerevkî, Ovruci
Cerevkî (în ucraineană Черевківська сільська рада) este o comună în raionul Ovruci, regiunea Jîtomîr, Ucraina, formată din satele Bilka, Cerevkî (reședința) și Vozleakove.

## Demografie
Componența lingvistică a comunei Cerevkî
     Ucraineană (99,6%)
     Alte limbi (0,4%)
Conform recensământului din 2001, majoritatea populației comunei Cerevkî era vorbitoare de ucraineană (99,6%), existând în minoritate și vorbitori de alte limbi.